# 罗源县各级文物保护单位列表
罗源县是福建省福州市下辖县，历史上是福州十邑之一，境内有貞孝節烈牌坊、名人故居、闽东建筑风格的宗祠和古民居以及中国共产党相关革命遗址等文物保护单位。本列表列出罗源县各级文物保护单位名录及简要介绍。

自1980年至2021年，罗源县人民政府先后公布了9批、累计44处县级文物保护单位，其中有2处升格为全国重点文物保护单位，2处升格为福建省文物保护单位。这些文物保护单位历史年代最早的是始建于唐朝中和年间的白马寺，历史年代最晚的则是2005年落成的黄氏宗祠。拥有最多文物保护单位的乡镇是罗源县城凤山镇，拥有1处全国重点文物保护单位、1处福建省文物保护单位和8处县级文物保护单位。

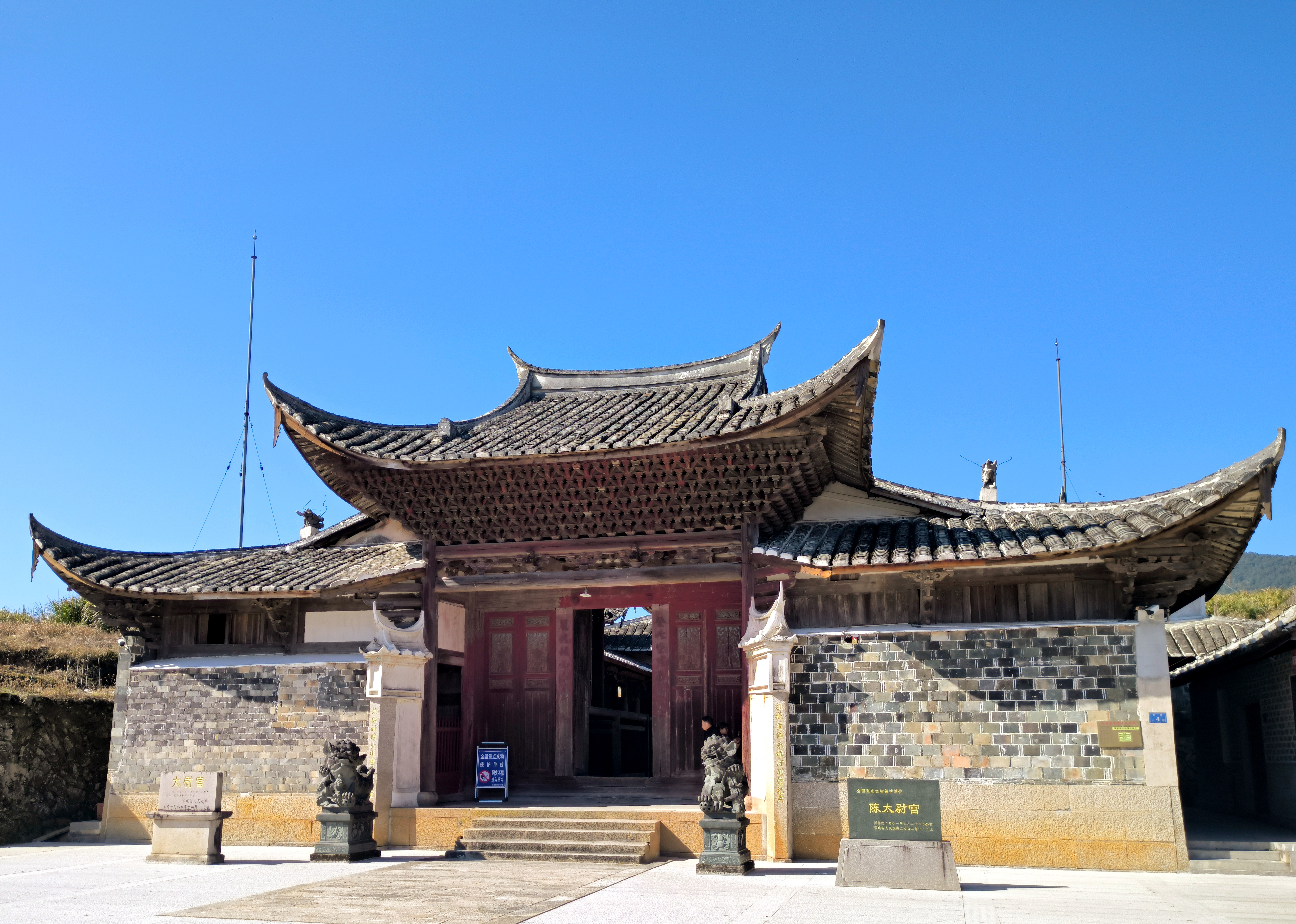
位于中房镇乾溪村的陈太尉宫正门及全国重点文物保护单位碑记
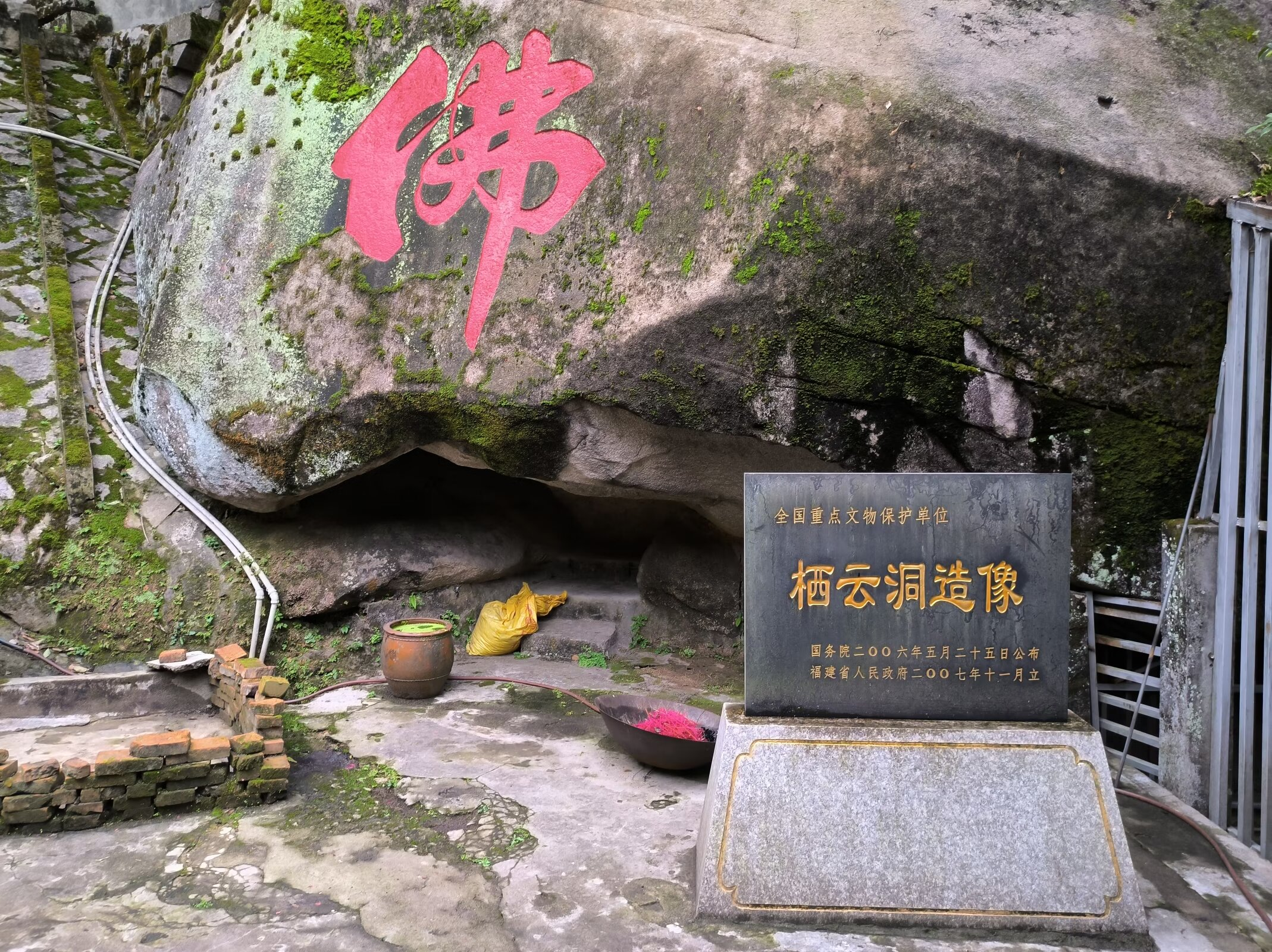
位于凤山镇莲花山圣水寺内的栖云洞造像的全国重点文物保护单位碑记
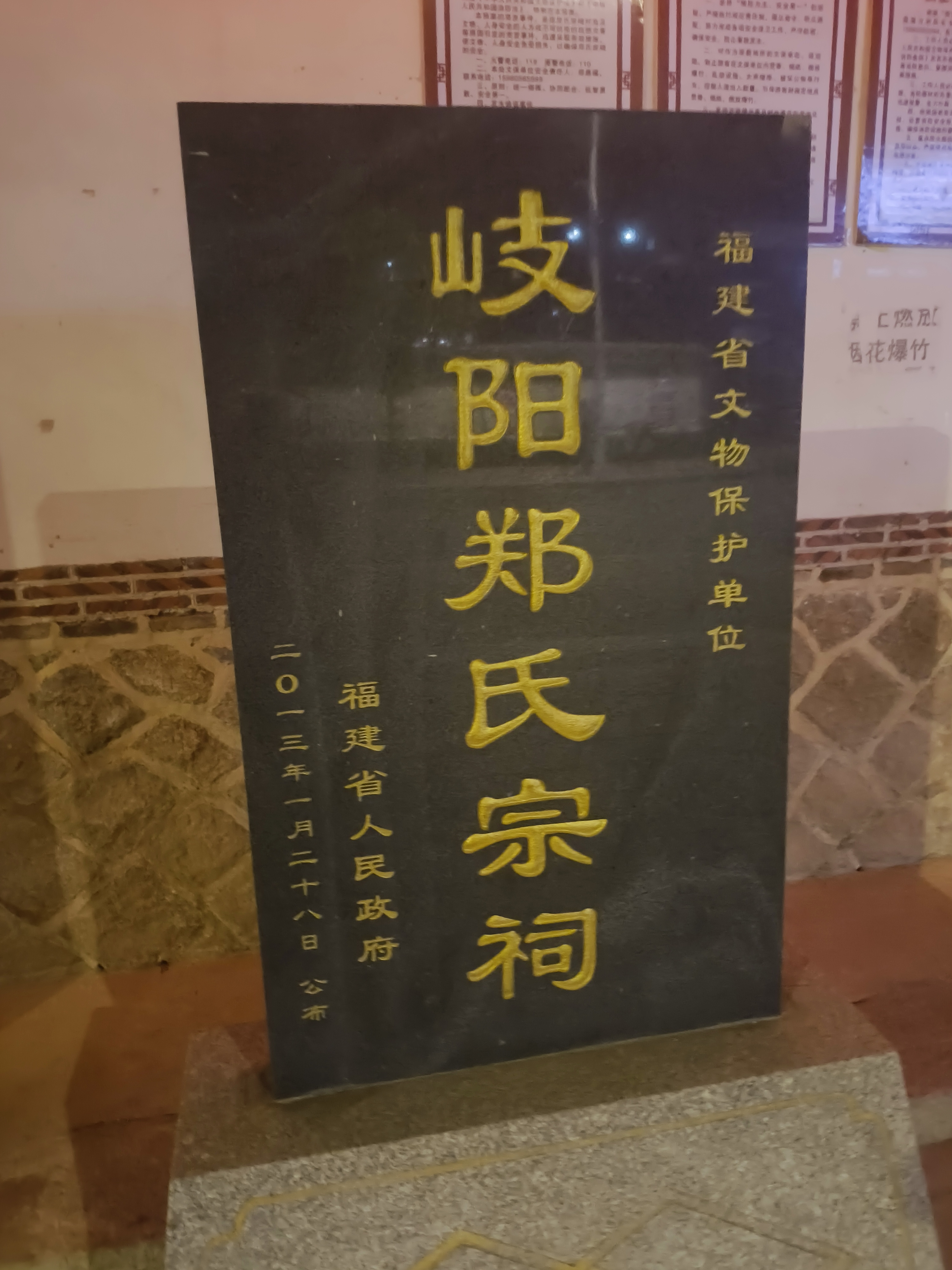
位于凤山镇岐阳村的岐阳郑氏宗祠，是第六批福建省文物保护单位
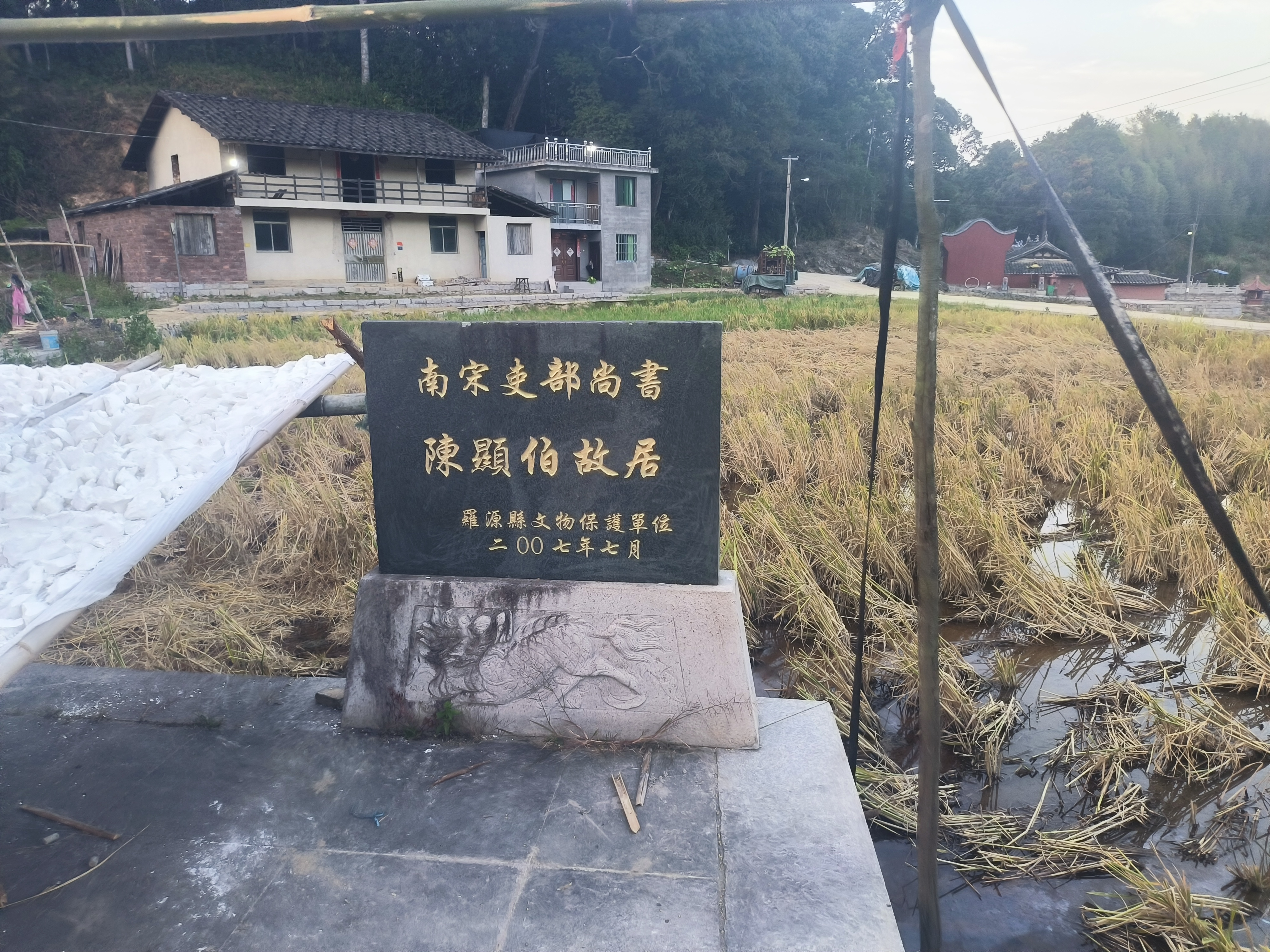
位于飞竹镇洋尾自然村的南宋吏部尚书陈显伯故居，是第五批县级文物保护单位

## 全国重点文物保护单位
| 名称                 | 年代       | 地址                                                                           | 类别       | 图片 | 简介 |
| -------------------- | ---------- | ------------------------------------------------------------------------------ | ---------- | ---- | --- |
|                      |            |                                                                                |            |      | |
| 第五批（2001年公布） |            |                                                                                |            |      | |
| 陈太尉宫             | 宋代—清代  | 中房镇溪村 26°36′07.62″N 119°25′59.45″E / 26.6021167°N 119.4331806°E           | 古建筑     |      | 是一座融合了五代、宋、明、清历代艺术的古建筑，原为陈氏宗祠，由河南固始陈氏入闽始祖陈苏始建于后梁开平三年（909年），历代历经重修，占地面积1155平方米，现有正殿、配殿、前殿尚存。           |
| 第六批（2006年公布） |            |                                                                                |            |      | |
| 栖云洞造像           | 宋代、明代 | 凤山镇莲花山圣水寺侧 26°29′04.45″N 119°32′31.67″E / 26.4845694°N 119.5421306°E | 石刻及造像 |      | 是福建省境内现存年代最早的十八罗汉造像，先后刻制于南宋、明代时期，其中16尊由南宋雕刻家陈曾缘刻制于淳祐八年（1248年），高度介于0.74—0.81米之间，洞壁中有元代至民国历代名人题写的摩崖石刻。 |

## 福建省文物保护单位
| 名称                 | 年代       | 地址                                                                   | 类别   | 图片 | 简介 |
| -------------------- | ---------- | ---------------------------------------------------------------------- | ------ | ---- | --- |
|                      |            |                                                                        |        |      | |
| 第八批（2013年公布） |            |                                                                        |        |      | |
| 中房林氏祖厅旗杆林   | 明代、清代 | 中房镇林家村 26°36′50.81″N 119°25′47.28″E / 26.6141139°N 119.4298000°E | 古建筑 |      | 是福建省境内最完整、旗杆碣数量最多的旗杆林，由明清名人在林氏祖厅前竖立，如明朝嘉靖三十一年（1552年）湖州乌程县少尹林灯、万历河南道參軍林日荣、清朝湖北荆门州知州林芝华等。已有少部分腐化圮毁，现存18对，2019年有修缮。 |
| 岐阳郑氏宗祠         | 清代       | 凤山镇岐阳村 26°29′43.83″N 119°33′01.92″E / 26.4955083°N 119.5505333°E | 古建筑 |      | 是一座明朝万历年间建造的宗祠建筑，现存建筑为清朝重修，坐北朝南，土木结构，由门楼、祖殿和大堂构成，占地705平方米，总体保存完好。                                                                                        |

## 罗源县文物保护单位
| 名称                                                           | 年代       | 地址                                                                                             | 类别                       | 图片 | 简介 |
| -------------------------------------------------------------- | ---------- | ------------------------------------------------------------------------------------------------ | -------------------------- | ---- | --- |
|                                                                |            |                                                                                                  |                            |      | |
| 第一批（1980年公布）                                           |            |                                                                                                  |                            |      | |
| 圣水寺                                                         | 清代       | 凤山镇莲花山 26°29′02.26″N 119°32′33.84″E / 26.4839611°N 119.5427333°E                           | 古建筑                     |      | 位于县城南郊莲花山腰，始建于北宋紹聖三年（1096年)，现存建筑为明朝万历年间所建，寺庙为土木结构，整体对称，坐东朝西偏北，面宽 14.24—19.6米，进深58.3米，面积1544平方米，包括山门、回廊、泻露池、钟鼓楼和大雄宝殿等结构，寺侧有全国文物保护单位栖云洞造像。寺内外原有大量石刻和题刻，称作莲花山摩崖石刻，部分毁于文革时期。:843              |
| 万寿塔                                                         | 清代       | 凤山镇凤碟广场 26°29′22.4″N 119°32′31.25″E / 26.489556°N 119.5420139°E                           | 古建筑                     |      | 别称市心佛塔，位于罗源县城街心，始建于唐朝，明朝洪武九年（1376年）重修，共13层，通高13米，花岗岩材质，八角形楼阁式，层际饰以青石塔檐，内部镂空，自下至上宽度递减，1—4层为对开花岗岩筑造，5—13层则为整石。:844 |
| 烈士陵园                                                       | 现代       | 凤山镇莲花山 26°29′04.71″N 119°32′33.06″E / 26.4846417°N 119.5425167°E                           | 近现代重要史迹及代表性建筑 |      | 是66位与罗源有关的中国共产党革命烈士的遗骸安葬处，1957年11月建成，占地面积3000多平方米，由陵墓、纪念碑、纪念亭等构成，陵园中的六角纪念亭里竖有一通高2米、宽0.7米的青石，上有叶飞题字“光荣的革命烈士万古长青”。:846 |
| 才翁石                                                         | 宋代       | 白塔乡白塔村                                                                                     | 石窟寺及石刻               |      | 位于白塔村走马岭（省城通往江浙一带的必经驿道）之下，为北宋慶曆年间的福建提点刑狱蘇舜元（字才翁）所题刻的“才翁所赏刻石”6字，南宋时寧德縣主簿陸游经过此地，写信请求县令添置护栏加以保护。福州府知府李拔经过此地时立下一通五律碑刻。现今题刻遗迹被刷上红漆，加以保护。:895                                                                   |
| 寿桥宋墓                                                       | 宋代       | 西兰乡寿桥村长潭山 26°27′41.02″N 119°24′03.21″E / 26.4613944°N 119.4008917°E                     | 古墓葬                     |      | 是南宋嘉泰二年（1202年）进士、大学士、惠州府知府黄孟永的墓地，因其宏大气派而被当地百姓讹传为“皇帝墓”。墓地依山而建，共三层，宽100米，深90米，现仅余一个高2.6米的墓碑，墓面和墓道砌石已轶失，另有一面小石碑、石虎、石羊、石人各一对。该墓在文革和1985年两次遭到较大损坏。:844                                                              |
| 许洋宋墓                                                       | 宋代       | 西兰乡许洋村莲花岗                                                                               | 古墓葬                     |      | 是南宋咸淳年间将作监主簿、黄孟永侄子黄克昌的墓地，坐西向东，以花岗岩铺就，宽65米，深70米，文革时期墓道改建为水田，铺石被撬走挪作他用，墓内虽有一些文物，但因机关重重而鲜遭盗墓。现存墓志铭碑、墓碑、石旗杆、石兽和石像生等。:844 |
| 巽峰塔                                                         | 明代       | 凤山镇南门社区小莲花山顶 26°28′56.83″N 119°33′33.95″E / 26.4824528°N 119.5594306°E               | 古建筑                     |      | 始建于明朝万历三十三年（1605年），清朝康熙八年（1669年）重建，花岗石结构，八角楼阁式，俯瞰罗源湾，共7层，高19.34米，底层开一面朝西北的门，旁立两尊塔神石像，层内佛龛中有青石罗汉雕塑。曾因历经风雨而显得残破不堪，1987年重砌。:844 |
| 碧岩寺                                                         | 清代       | 碧里乡双贵山中 26°27′59.31″N 119°43′52.80″E / 26.4664750°N 119.7313333°E                         | 古建筑                     |      | 位于双贵山岩洞中，初建于北宋景德年间，明朝重建，现存建筑为清朝同治年间重修。建筑面积164平方米，土木结构，仿明式建筑风格，单檐硬山顶，建筑所处洞窟是罗川八景中“匹岩飞雪”的所在地。:843 |
| 石香炉                                                         | 元代       | 碧里乡廪头村昭佑王宫内 26°27′23.09″N 119°44′27.52″E / 26.4564139°N 119.7409778°E                 | 石窟寺及石刻               |      | 又名玉香炉，因其色泽莹白温润如玉而得名。制造于元朝至正六年（1346年）四月，叶蜡石材质，高1.4米，由炉身、炉座构成，炉座高0.94米，分为3层，上有浮雕图案，炉身上刻有建造年代的字样。:845 |
| 第二批（1986年公布）                                           |            |                                                                                                  |                            |      | |
| 烈女坊                                                         | 清代       | 中房镇厚富村杨溪水尾 26°32′38.62″N 119°21′16.37″E / 26.5440611°N 119.3545472°E                   | 古建筑                     |      | 立在节孝坊旁侧，建于乾隆五十四年（1754年），是清礼部为纪念因未婚夫去世而绝食至死的烈女李淑玉而立的牌坊，为花岗石建造，重檐4柱3门，高5.6米，宽5.4米，额匾青石刻“义烈可嘉”四字。:845 |
| 节孝坊                                                         | 清代       | 中房镇厚富村杨溪水尾 26°32′40.76″N 119°21′10.48″E / 26.5446556°N 119.3529111°E                   | 古建筑                     |      | 距烈女坊17米，是当地县令于乾隆二十五年（1760年）为朱登友的妻子陈氏所立的牌坊，花岗石材质，单檐4柱3开间，匾上题有“节孝可风”四字。与未婚节孝坊不同的是，已婚者的牌坊应立在路的旁边。:845 |
| 东山宫                                                         | 清代       | 中房镇林家村 26°37′00.02″N 119°25′51.44″E / 26.6166722°N 119.4309556°E                           | 古建筑                     |      | 正殿建于明洪武年间，后殿及宫门建于清朝。正殿单檐歇山顶，雕梁画栋，戏台上有八角形藻井，由数十个形态各异的斗拱叠成，上绘有“双凤朝阳”彩绘。:843 |
| 新福宫                                                         | 清代       | 中房镇沙坂村 26°36′58.73″N 119°26′17.30″E / 26.6163139°N 119.4381389°E                           | 古建筑                     |      | 始建于清朝，民国13年（1924年）重修正殿，并添建了两侧廊庑，总面积468平方米，建筑物包括宫门、两庑、戏台、正殿。戏台雕刻精细，彩绘鲜艳，有一定的观赏价值。:843 |
| 天后宫                                                         | 明代       | 凤山镇府前街 26°29′21.16″N 119°32′55.93″E / 26.4892111°N 119.5488694°E                           | 古建筑                     |      | 原建于县西北西洋岭上的南陈桥头，清乾隆五年（1740年）移建于东郊江尾下现址，乾隆五十八年（1793年）重修。由宫门、戏台、两庑、大堂、后殿及梳妆楼等组成，土木结构，硬山式屋顶。中华人民共和国成立后戏台被拆除，宫门被改造，其余保持原貌。:843                                                                                                  |
| 小云宫                                                         | 清代       | 白塔乡小云村水尾 26°27′05.04″N 119°27′53.03″E / 26.4514000°N 119.4647306°E                       | 古建筑                     |      | 建于清道光三年（1823年），建筑面积413平方米。大殿单檐悬山顶，面宽5间，进深4间。戏台饰以花鸟人物浮雕，有“罗源戏台工艺之首”的赞誉。:843 |
| 曹山寺                                                         | 清代       | 飞竹镇丰余村西 26°31′49.51″N 119°17′52.58″E / 26.5304194°N 119.2979389°E                         | 古建筑                     |      | 始建于五代后周显德三年（956年），清道光十六年（1836年）拓基扩建，建筑面积639.29平方米。山门、两庑廊、钟鼓楼和大殿皆保存完好，面宽19.56米，进深32.65米，寺后原有两座宋元僧尼藏骨塔，后有一座遭盗。:843 |
| 未婚节孝坊                                                     | 清代       | 飞竹镇守善村 26°32′14.59″N 119°19′26.14″E / 26.5373861°N 119.3239278°E                           | 古建筑                     |      | 是道光十六年（1836年）清朝礼部为叶雪娥立的牌坊，嘉奖她20岁未嫁丧夫，居孀奉养婆母。坊为青石构造，高5.6米，楼阁式，单檐4柱3门，中门最大，高2.75米，宽1.95米，有形态各异的浮雕，坊额上饰以双狮戏球浮雕，有“未婚节孝”4字石匾。:845 |
| 尤光被墓                                                       | 明代       | 松山镇五里社区小莲花山东麓                                                                       | 古墓葬                     |      | 为明万历四年（1576年）进士、官至户部郎中的尤光被安葬处，宽、深均为7米，圹三面砌3层花岗石围屏，从内向外逐层升高，圹宽3米、高5米，圹前立青石制重檐式三间墓碑，建有一座亭，高1.85米，深1.12米，中置墓碑，上刻40字。:843 |
| 吴型山墓                                                       | 清代       | 松山镇吕洞村塘尾山麓 26°28′29.92″N 119°33′51.49″E / 26.4749778°N 119.5643028°E                   | 古墓葬                     |      | 是清嘉庆二十三年（1818年）举人、道光《新修罗源县志》总理吴型山的安葬地，坐南朝北，宽16米、深26米，三合土构筑，顶高8米，门宽11.5米，高1米，前有单檐墓亭，距墓门6米许有一堵内刻“南极星辉”，外刻“万象朝宗”各4字的石护栏。:843 |
| 白马寺                                                         | 清代       | 鉴江镇东湾村 26°32′01.78″N 119°44′44.08″E / 26.5338278°N 119.7455778°E                           | 古建筑                     |      | 始建于唐中和二年（882年），清光绪八年（1882年）重建的大雄寶殿为土木结构，总面积481平方米，单檐硬山顶，面宽5间，进深4间。山门屋顶有一座泥塑7层小塔，高0.53米。:843 |
| 洪福寺                                                         | 明代、清代 | 洪洋乡皇万村洪福山腰                                                                             |                            |      | 始建于北宋咸平二年（999年)，现存山门、大殿是明隆庆六年（1572年）建筑，前殿、后殿为清乾隆二十八年（1763年）建。寺为土木结构，从山门至后殿高差6.64米，建筑总面积1531平方米。大殿为单檐歇山式屋顶，面积437平方米，藻井有明代彩画“丹凤朝阳”，台陛青石构造，上有双龙抢珠浮雕。:843                                                             |
| 水尾亭桥                                                       | 明代       | 中房镇厚富村小溪水尾                                                                             |                            |      | 是罗源县唯一现存的木亭桥，始建于明朝天启七年（1627年），全木材质，长21米，宽4.5米，桥上的歇山顶式木亭由十扇木架组成，高3.5米，桥两侧建有木护栏和固定长凳。:56 |
| 第三批（2001年公布）                                           |            |                                                                                                  |                            |      | |
| 中国工农红军北上抗日总指挥部旧址                               | 近现代     | 白塔乡百丈村 26°25′16.77″N 119°25′49.78″E / 26.4213250°N 119.4304944°E                           | 近现代重要史迹及代表性建筑 |      | 中国工农红军北上抗日先遣队攻打罗源县城时驻扎的总指挥部，系清末土木结构的古民居，原为陈氏住户所有，总面积2428平方米，有面向不同方向的主楼和附属楼，四周围以风火墙，南北侧建有炮楼，北炮楼己毁。 |
| 久安桥                                                         | 清代       | 霍口畲族乡霍口村西                                                                               | 古建筑                     |      | 是罗源境内最古老、单孔跨度最长的石桥，曾是连通福州至古田杉洋的必经之路，因形如虾蛄又被称作虾蛄桥，始建于清朝光绪年间，长17米，宽3.5米，单孔净跨10.5米，现总体保存完好。:58 |
| 旗杆厝                                                         | 清代       | 霍口畲族乡洋头里村                                                                               | 古建筑                     |      | 因门前竖旗杆碣一对而得名，始建于清嘉庆年间，由村人卓全名建造，占地面积1643平方米。有主楼与附属楼各1座，坐西朝东。正厝已毁于火灾，现存的横厝为一门楼、四厅堂、八书院的大型土木结构民居，全座结构分三部分而又紧密相连，四周围以火墙。:69 |
| 福寿桥                                                         | 宋代       | 松山镇小获村                                                                                     | 古建筑                     |      | 是罗源县最长的古桥梁。始建于宋代，清道光十七年（1837年）三月重修，因横跨小获溪俗称小获桥。西南—东北架向，花岗石结构，六墩七孔平板桥梁，长40.75米，宽3.75米，两旁设护栏，高0.77米。桥北侧的右边竖有一面记载着建桥经过及捐款人名的“福寿桥碑”。                                                                                              |
| 王认桥                                                         | 宋代       | 洪洋乡王认村                                                                                     | 古建筑                     |      | 始建于宋绍兴三年（1133年），由陈杲出资建造，东西架向，花岗石结构，三孔二墩，长22米，宽3.7米，高4.8米，栏板有动物浮雕。1945年桥面两条石板曾发生断裂。:67 |
| 第四批（2004年公布）                                           |            |                                                                                                  |                            |      | |
| 黄氏宗祠                                                       | 现代       | 凤山镇凤南路辅路与盛世广场西路交叉口西侧 26°28′59.5″N 119°33′19.17″E / 26.483194°N 119.5553250°E | 近现代重要史迹及代表性建筑 |      | 又名三黄宗祠，始建于宋朝，为祭奠当地黄姓始祖黄膺而建造，中华人民共和国时期拆改他用。2003年，黄膺第38世孙黄如论主持建立筹委会复建，新建筑于2005年竣工，占地6.86亩，建筑面积1762平方米，为土木结构仿宋牌楼。 |
| 第五批（2007年公布）                                           |            |                                                                                                  |                            |      | |
| 林九娘墓                                                       | 元代       | 飞竹镇西洋宫左上方70米                                                                           | 古墓葬                     |      | 墓主林九娘本名林淑靖，因唐贞元六年（790年）陈靖姑祈雨殉难而悲恸绝食而死，乡人怀念她做了很多为当地有益的事而将她葬在西洋灵蛇山腹下，并在墓边立庙奉林九娘为神而祭祀她。元朝至治元年（1321年）该庙住庵林德福重修墓地，1997年西洋新宫重建后墓也得以重修，整体为石砌八角形，直径3米，墓面宽12.20米，深13.30米，总面积162.26平方米。            |
| 瑞云寺海会塔                                                   | 宋代       | 松山镇外洋村西瑞云寺外北侧约100米处 26°25′26.80″N 119°36′45.83″E / 26.4241111°N 119.6127306°E    | 古建筑                     |      | 是安葬和尚遗骨的墓塔，始建于北宋治平二年（1065年），清宣统元年（1909年）在洪灾中损毁，1990年被发现后得以重建。塔高2.6米，坐西向东，花岗石结构，由塔座、塔身组成，塔身正面下端虚设门龛，门楣上刻有记录建造时间的楷体字样，侧面有藏骨瓮。                                                                                                   |
| 陈显伯故居                                                     | 宋代       | 飞竹镇洋头村洋尾自然村 26°31′47.32″N 119°19′48.26″E / 26.5298111°N 119.3300722°E                 | 古建筑                     |      | 是南宋地方名人陈显伯的出生地，有明显的宋代建筑特征，1934年毁于大火，后屡有重建，2014年当地村民斥资60万元人民币重修。屋前的空埕上保留有南宋时期的上马堂，祖屋大厅墙上悬挂有记载陈显伯生平事迹的挂板和由族谱收集来的陈显伯肖像画。 |
| 第六批（2017年公布）                                           |            |                                                                                                  |                            |      | |
| 城隍庙                                                         | 宋代       | 凤山镇北大路县政府东侧                                                                           | 古建筑                     |      | 是福建省内保存相对完整、单体建筑面积较大的城隍庙，始建于南宋绍兴年间，在元朝、明朝有修缮，清朝乾隆五十年（1785年）大修，1943年后被用作县立中学的校舍，1956年成为实验小学印刷厂，印刷厂关闭后闲置了一段时间，后得以重新开放，并进行了仿古修缮。总建筑面积1820平方米，通面阔约20米，通进深约100米，由前埕、戏台、前殿、后殿共四进建筑构成。 |
| 林可彝故居                                                     | 清代       | 凤山镇北大路                                                                                     | 近现代重要史迹及代表性建筑 |      | 位于城隍庙旁边，为中国共产党烈士林可彝的居住地，清代古民居样式，占地面积900多平方米，建筑面积1400平方米，墙上有斑驳的彩绘残留，屋檐上有石狮雕像，2021年，罗源县政府耗时1年将故居进行了修缮，恢复了马鞍墙等闽东风格建筑构造。 |
| 蓝氏宗祠                                                       | 清代       | 飞竹镇飞竹村塔里自然村                                                                           | 古建筑                     |      | 为当地畲族蓝姓的宗祠，始建于清朝乾隆年间，2003年8月重修，晚清建筑结构，整体保存完好。宗祠坐北向南偏东15度，祠面宽19.9米，进深21米，面阔四柱三间，进深七柱六间，占地面积417.9平方米，门两侧立有两对青石旗杆，墙上的马鞍墙刻有一些计划生育的标语。                                                                                          |
| 梧桐33号古民居                                                 | 清代       | 飞竹镇上梧桐村33号 26°26′16.65″N 119°20′44.56″E / 26.4379583°N 119.3457111°E                     | 近现代重要史迹及代表性建筑 |      | 建筑坐东北朝西南，始建于清代，平面呈长方形，总面阔23.01米，进深24.11米，占地面积554.77平方米，由堂门、天井、主座构成，主座面阔五间，进深九柱，穿斗式木构架，重檐歇山顶，门前有两尊石狮，外侧则围以马鞍墙。 |
| 第七批（2020年公布）                                           |            |                                                                                                  |                            |      | |
| 寿桥村19号伙墙古厝                                             | 清代       | 西兰乡寿桥村19号 26°27′56.23″N 119°23′12.62″E / 26.4656194°N 119.3868389°E                       | 古建筑                     |      | 又名徐家古厝，为当地徐姓唯一的古民居，有“义女偷钱压死钱间”的传说，始建于清朝乾隆年间，厅前的四面墙壁、房梁托均有精美的艺术雕刻，该民居曾每年要搭台唱神戏，90年代后改为播放电影。 |
| 香岭15号民居                                                   | 清代       | 霍口畲族乡香岭村15号 26°31′56.30″N 119°12′08.11″E / 26.5323056°N 119.2022528°E                   | 古建筑                     |      | 为清朝中期建筑，坐东南朝西北，建筑面积321.36平方米，穿斗式木结构，悬山顶，二进式建筑，天井左右为厢房、主座，厅堂两侧有次间、小弄和楼梯、梢间，小弄尾两侧围墙开小门。 |
| 第八批（2021年9月公布）                                        |            |                                                                                                  |                            |      | |
| 红军总医院罗源厚富分院旧址                                     | 清代       | 中房镇厚富村30-1号 26°32′43.99″N 119°21′13.43″E / 26.5455528°N 119.3537306°E                     | 古建筑                     |      | 旧址所在建筑是厚富村朱氏祠堂，1933年中共在该村成立厚富乡苏维埃政府，翌年中共连罗县委在此地设立一所红军医院分院，内有一面可能刻自道光年间的朱熹祖训木屏风，由6扇合成，宽4米，高2米。2014年有修缮。2023年入选第二批福建省不可移动革命文物名录。                                                                                             |
| 罗源县人民游击队磹石驻地旧址（叶飞将军磹石旧居、红军工农食堂） | 近现代     | 西兰乡磹石村5号 26°31′11.66″N 119°22′42.04″E / 26.5199056°N 119.3783444°E                        | 古建筑                     |      | 两建筑相邻，均为罗源县的红色旅游景点。驻地旧址建筑为当地的杨姓祖宅，1934年中共游击队在此驻扎，后成为中国人民解放军开国上将的红军领导人叶飞也曾在此居住，占地面积约为150平方米，建筑面积300平方米。两建筑内部均展陈了一些中国工农红军北上抗日先遣队的遗留物件；1949年2月，中共地下党再次在此建立联络站。2010年代有修缮。                   |
| 中国工农红军北上抗日先遣队（磹石）陈列馆                       | 近现代     | 西兰乡磹石村7号 26°31′11.89″N 119°22′40.99″E / 26.5199694°N 119.3780528°E                        | 古建筑                     |      | 两建筑相邻，均为罗源县的红色旅游景点。驻地旧址建筑为当地的杨姓祖宅，1934年中共游击队在此驻扎，后成为中国人民解放军开国上将的红军领导人叶飞也曾在此居住，占地面积约为150平方米，建筑面积300平方米。两建筑内部均展陈了一些中国工农红军北上抗日先遣队的遗留物件；1949年2月，中共地下党再次在此建立联络站。2010年代有修缮。                   |
| 第九批（2021年11月公布）                                       |            |                                                                                                  |                            |      | |
| 林可彝烈士墓                                                   | 中华民国   | 起步镇兰田村                                                                                     | 古墓葬                     |      | 墓主林可彝在1928年因第一次国共合作破裂而遭杀害后由战友护送灵柩葬于此地。墓呈凤字形，占地面积72平方米，坐东北朝西南，墓前有花岗岩石碑。罗源县现时有组织赴该地缅怀林可彝的活动，在烈士墓被发现前，对林可彝的各种缅怀活动均在罗源革命烈士陵园进行。                                                                                          |